# 时光情书
《时光情书》是由泰国佛像电影公司出品，于2014年2月13日公映的泰国爱情电影。电影由朗斯·尼美毕达执导，泰国当红影星吉拉宇·唐思苏克及札玲朋·尊克迪共同主演。

## 剧情
一位母亲Mat早年丧偶后被迫独力抚养自己的儿子Tan。在此期间，Mat得到了Watt，一个爱上她很久的人的帮忙。Tan被期望成为像他父亲那样的人，但实际上，他希望远离其觉得范围狭小的母亲的世界。
当他遇到了June，他的梦想就要成真了，June有着自由精神，知道自己想要什么样的生活。这位年轻女子迅速弥补了Tan所感觉到的缺失，并在其过程之中帮助他修补了其与母亲的关系。

## 演員陣容

### 主要人物
- 吉拉宇·唐思蘇克（James）飾演 Tan
- 賈琳珀恩·朱恩凱（Toey）飾演 June
- 比雅緹·瓦拉穆思可（英语：Piyathida Mittiraroch）（Pock）飾演 Mat

### 其他人物
- 諾帕柴·加亞納馬（Peter）飾演 Wat
- Adisorn Athagrisna（Tao）飾演 Than
- Prima Ratchata（Deuan）飾演 June的母親
- Chayapol Phanhakarn（Good）飾演 Paeng

### 特別出演
- 容辛·翁帕尼农（Yorch）飾演 Tan（少年版）
- 查妮甘·唐卡伯緹（Prim）飾演 June（少女版）

## 原声带资料
1. 主题曲：《多远才是近的距离》（ไกลแค่ไหนคือใกล้）by 吉拉宇·唐思苏克 & 賈琳珀恩·朱恩凱，翻唱自泰国乐队Getsunova[2]
2. 插曲：《一个无人解答的问题》（คำถามซึ่งไร้คนตอบ）by 吉拉宇·唐思苏克 ，翻唱自泰国乐队Getsunova[3]